# Шурма-Никольский
Шурма-Никольский —починок в Уржумском районе Кировской области в составе Лазаревского сельского поселения.

## География
Находится на правобережье реки Вятка на расстоянии примерно 24 километра по прямой на юг-юго-восток от районного центра города Уржум.

## История
Известен с 1891 года. В 1905 году учтено дворов 58 и жителей 332, в 1926 87 и 425, в 1950 87 и 324, в 1989 99 жителей .

## Население
Постоянное население  составляло 57 человек (русские 78%) в 2002 году, 25 в 2010.